# Under Jolly Roger
Under Jolly Roger je třetí studiové album německé powermetalové skupiny Running Wild, vydané v dubnu 1987 vydavatelstvím Noise Records.
Pro skupinu znamenalo stylový zlom, členové upustili od dřívější satanistické tematiky a zaměřili se na historii a piráty. Tento nový styl skupinu proslavil a dal základ subžánru pirate metal. Album je nazvané dle slavné vlajky Jolly Roger, kterou piráti používali pro identifikaci svých lodí.

## Seznam skladeb
Všechny skladby napsal Rolf Kasparek, pokud není uvedeno jinak.
| Pořadí         | Název                       | Autor               | Délka |
| -------------- | --------------------------- | ------------------- | ----- |
| 1.             | Under Jolly Roger           |                     | 4:42  |
| 2.             | War in The Gutter           |                     | 3:19  |
| 3.             | Raw Ride                    |                     | 4:39  |
| 4.             | Beggar's Night              |                     | 5:05  |
| 5.             | Raise Your Fist             | Kasparek, Majk Moti | 5:30  |
| 6.             | Land of Ice                 | Kasparek, Moti      | 4:56  |
| 7.             | Diamonds of the Black Chest |                     | 4:39  |
| 8.             | Merciless Game              | Moti                | 3:45  |
| Celková délka: | Celková délka:              | Celková délka:      | 36:35 |

## Obsazení
- Rolf Kasparek – zpěv, kytary
- Majk Moti – kytary
- Stephan Borris – baskytara
- Wolfgang Hagemann – bicí